# Ebelo
Ebelo est une commune rurale malgache située dans la partie sud-ouest de la région d'Anosy.